# Nederland op het Eurovisiesongfestival 1984
Nederland nam deel aan het Eurovisiesongfestival 1984 in Luxemburg. Het was de 29ste deelname van het land aan het Eurovisiesongfestival. De NOS was verantwoordelijk voor de Nederlandse bijdrage.

## Selectieprocedure
Het Nationaal Songfestival werd op 14 maart 1984 gehouden in de tv-studio's in Hilversum. De show werd gepresenteerd door Eddy Becker.
Aan deze nationale finale deden in totaal vijf artiesten mee die elk twee liedjes mochten zingen.
De winnaar werd gekozen door 12 regionale jury's.
| Volgorde | Artiest             | Lied             | Punten | Plaats |
| -------- | ------------------- | ---------------- | ------ | ------ |
| 1        | Brigitte            | Jeruzalem        | 45     | 8      |
| 2        | Edward Reekers      | Dief in de nacht | 61     | 6      |
| 3        | Claudia Hoogendoorn | Nooit vergeten   | 20     | 10     |
| 4        | Vulcano             | Dolce far niente | 97     | 4      |
| 5        | Maribelle           | Vanavond         | 103    | 2      |
| 6        | Brigitte            | Later            | 63     | 5      |
| 7        | Edward Reekers      | Doe wat je voelt | 57     | 7      |
| 8        | Claudia Hoogendoorn | Dans             | 41     | 9      |
| 9        | Vulcano             | 1,2,3            | 102    | 3      |
| 10       | Maribelle           | Ik hou van jou   | 113    | 1      |

## In Luxemburg
Nederland moest tijdens het Eurovisiesongfestival als elfde van 19 landen aantreden, voorafgegaan door Denemarken en gevolgd door Joegoslavië . Op het einde van de puntentelling bleek dat Maribelle op de 13de plaats was geëindigd met een totaal van 34 punten.
België had geen punten over voor het Nederlandse lied.

### Gekregen punten
| 12 punten                   | 10 punten | 8 punten | 7 punten    | 6 punten              |
| --------------------------- | --------- | -------- | ----------- | --------------------- |
|                             |           | - Spanje | - Frankrijk | - Ierland             |
| 5 punten                    | 4 punten  | 3 punten | 2 punten    | 1 punt                |
| - Joegoslavië - Zwitserland |           |          | - Luxemburg | - Verenigd Koninkrijk |

### Punten gegeven door Nederland
Punten gegeven in de finale:
| 12 punten | Frankrijk           |
| 10 punten | Zweden              |
| 8 punten  | België              |
| 7 punten  | Ierland             |
| 6 punten  | Portugal            |
| 5 punten  | Duitsland           |
| 4 punten  | Verenigd Koninkrijk |
| 3 punten  | Denemarken          |
| 2 punten  | Spanje              |
| 1 punt    | Turkije             |

1956 · 1957 · 1958 · 1959 · 1960 · 1961 · 1962 · 1963 · 1964 · 1965 · 1966 · 1967 · 1968 · 1969 · 1970 · 1971 · 1972 · 1973 · 1974 · 1975 · 1976 · 1977 · 1978 · 1979 · 1980 · 1981 · 1982 · 1983 · 1984 · 1985 · 1986 · 1987 · 1988 · 1989 · 1990 · 1991 · 1992 · 1993 · 1994 · 1995 · 1996 · 1997 · 1998 · 1999 · 2000 · 2001 · 2002 · 2003 · 2004 · 2005 · 2006 · 2007 · 2008 · 2009 · 2010 · 2011 · 2012 · 2013 · 2014 · 2015 · 2016 · 2017 · 2018 · 2019 · 2020 · 2021 · 2022 · 2023 · 2024 · 2025